# Stenstrandlöpare
Stenstrandlöpare (Bembidion saxatile) är en skalbaggsart som beskrevs av Leonard Gyllenhaal 1827. Stenstrandlöpare ingår i släktet Bembidion, och familjen jordlöpare. Arten är reproducerande i Sverige.